# San Diego I Love You
Pour plus de détails, voir Fiche technique et Distribution.
San Diego I Love You est un film américain réalisé par Reginald Le Borg, sorti en 1944.

## Fiche technique
- Titre : San Diego I Love You
- Réalisation : Reginald Le Borg
- Scénario : Richard Bransten, Michael Fessier, Ruth McKenney et Ernest Pagano
- Photographie : Hal Mohr
- Musique : Hans J. Salter
- Société de production : Universal Pictures
- Pays de production :  États-Unis
- Format : Noir et blanc - 1,37:1 - Mono
- Genre : Comédie
- Durée : 83 minutes
- Dates de sortie : 
  - États-Unis : 29 septembre 1944
  - Suède : 9 mars 1945

## Distribution
- Jon Hall : John Thompson Caldwell IV
- Louise Allbritton : Virginia McCooley
- Edward Everett Horton : Philip McCooley
- Eric Blore : Nelson
- Buster Keaton : Chauffeur de car
- Irene Ryan : Sheila Jones
- Peter Miles : Joel McCooley
- Donald Davis : Pete McCooley
- Sarah Selby : Mme Lovelace
- Fern Emmett : Mme Callope
- Almira Sessions : Mme Mainwaring
- Edward Gargan : Policier